# Erina sudesta
Erina sudesta är en fjärilsart som beskrevs av Tite 1963. Erina sudesta ingår i släktet Erina och familjen juvelvingar. Inga underarter finns listade i Catalogue of Life.